# Cseke (település)
Cseke (szlovákul Čaka) község Szlovákiában, a Nyitrai kerület Lévai járásában.

## Fekvése
Lévától 34 km-re délnyugatra, a Kétyi patak partján fekszik.

## Nevének eredete
Neve a régi magyar Cseke személynévből való, melynek előzménye a magyar csökik (= növésben elmarad) ige. Másik jelentése a magyar cseke (= mélyvízű gázló) szó. Lehet, hogy a gyepűvonalon levő gázlóról lett elnevezve.

## Története
Területe már az újkőkorszakban lakott volt. A vonaldíszes kerámia népének települése és a Keszi-Cseke (Kosihy-Čaka) csoport hamvasztásos sírjai, valamint a kárpáti halomsíros kultúra csontvázas sírjai kerültek itt elő. Szlovákia legnagyobb – a fiatalabb bronzkorból származó – halmán (átmérője 50 m) 1950-1951-ben egy kifosztott vezéri sírt, valamint egy másik, hamvasztásos sírt tártak fel a régészek. Mindkettő a csekei kultúrához tartozik. A másodikban, a harcos sírjában az ékszereken kívül egy bronzkardot, két szekercét és két lándzsahegyet, lószerszám részeit, kerámiát, valamint Közép-Európa legrégibb bronz páncélját találták. Ezeken kívül római kori barbár hamvasztásos temető és kvád település volt a falu területén.
Cseke falut 1287-ben "Cheke" néven említik először, de csak később népesült be a község. 1339-ben "Chekey" a neve.
A 15. században az esztergomi érsek birtoka. A 16. században a törökök többször rajtaütöttek, lakosságát elhurcolták. 1553-ban települt újra a falu. 1601-ben 27 ház állt a községben. A 17. század elején a Szobonya család is birtokos volt. 1715-ben szőlőskertje, 1720-ban 13 adózó háztartása volt. 1828-ban 71 házában 491 lakos élt, akik főként mezőgazdasággal foglalkoztak.
Vályi András szerint "Csaka. Tót falu Bars Vármegyében, földes Ura az Esztergomi Érsekség, lakosai katolikusok, fekszik Komárom Vármegye szomszédságában, Verebélytöl két mértföldnyire, termésbéli javaira nézve lásd Fűst, mellyhez hasonló lévén, szép tulajdonságaikhoz képest, mind a’ kettő első Osztálybéli."
Fényes Elek szerint "Cseke, tót falu, Bars vmgyében, a komáromi, barsi, esztergomi határok öszvejövetelénél: 490 kath. lak. Kath. paroch. templom. Dombos határja termékeny; legelője, bora, fája, gyümölcse bőven. F. u. az esztergomi érsek. Ut. p. Verebély."
A trianoni békeszerződésig Bars vármegye Verebélyi járásához tartozott. 1938 és 1945 között újra Magyarország része volt.

## Népessége
| Év:            | 1994. | 2004.    | 2014.    | 2024.   |
| -------------- | ----- | -------- | -------- | ------- |
| Emberek száma: | 974   | 870      | 773      | 707     |
| Eltérés:       |       | -10,67 % | -11,14 % | -8,53 % |

| Év:            | 2023. | 2024.   |
| -------------- | ----- | ------- |
| Emberek száma: | 720   | 707     |
| Eltérés:       |       | -1,80 % |

1880-ban 639 lakosából 71 magyar és 539 szlovák anyanyelvű volt.
1890-ben 723 lakosából 69 magyar és 629 szlovák anyanyelvű volt.
1900-ban 802 lakosából 153 magyar és 641 szlovák anyanyelvű volt.
1910-ben 917 lakosából 210 magyar és 694 szlovák anyanyelvű volt.
1921-ben 1024 lakosából 34 magyar és 977 csehszlovák volt.
1930-ban 1116 lakosából 8 magyar és 1090 csehszlovák volt.
1941-ben 1265 lakosából 523 magyar és 736 szlovák volt.
1991-ben 1043 lakosából 16 magyar és 1025 szlovák volt.
2001-ben 931 lakosából 9 magyar és 920 szlovák volt.
2011-ben 805 lakosából 12 magyar és 781 szlovák volt.
2021-ben 743 lakosából 8 (+1) magyar, 704 (+5) szlovák, 7 (+21) cigány, 1 egyéb és 23 ismeretlen nemzetiségű volt.

## Nevezetességei

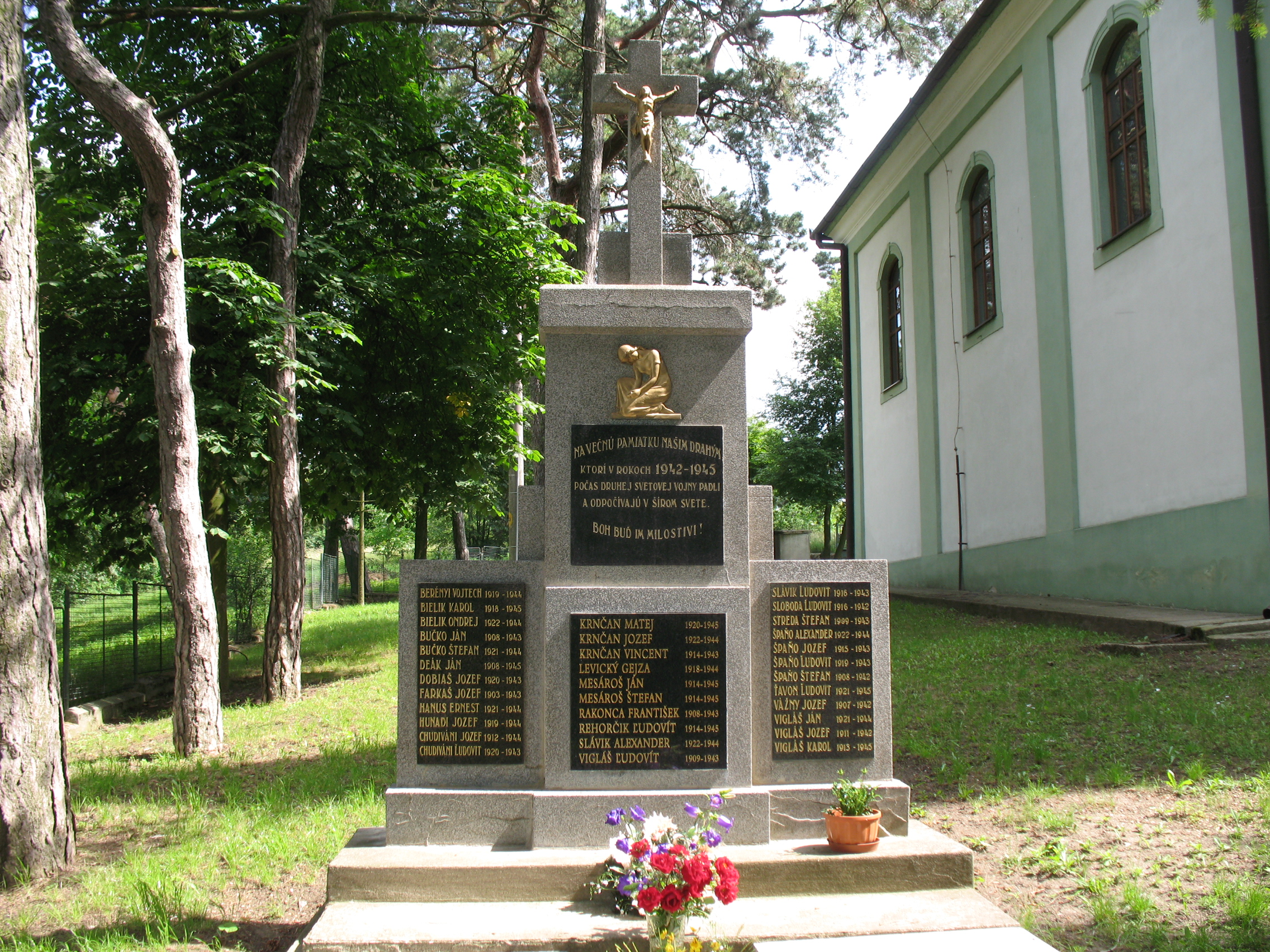
Világháborús emlékmű
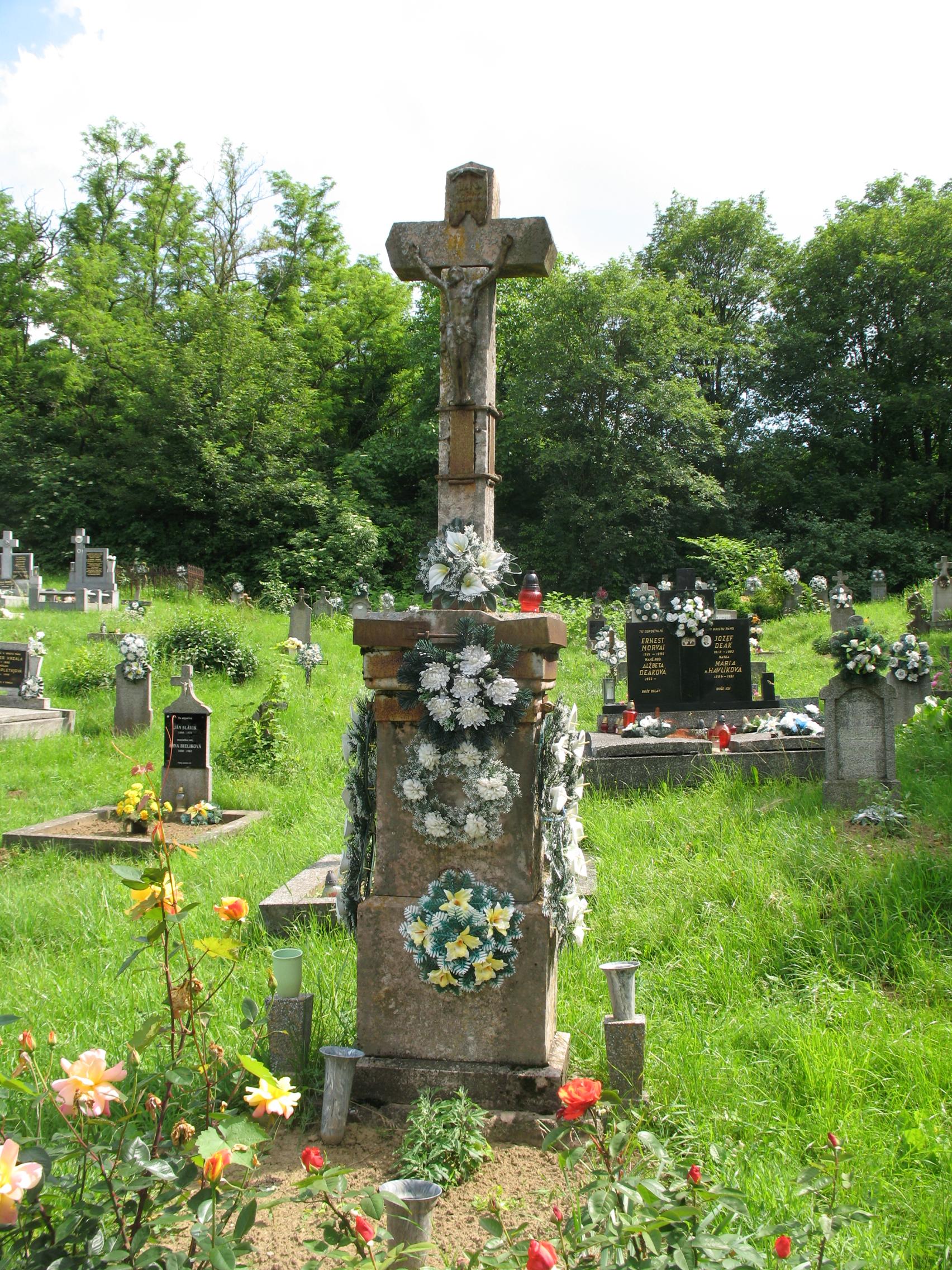
Temetőkereszt
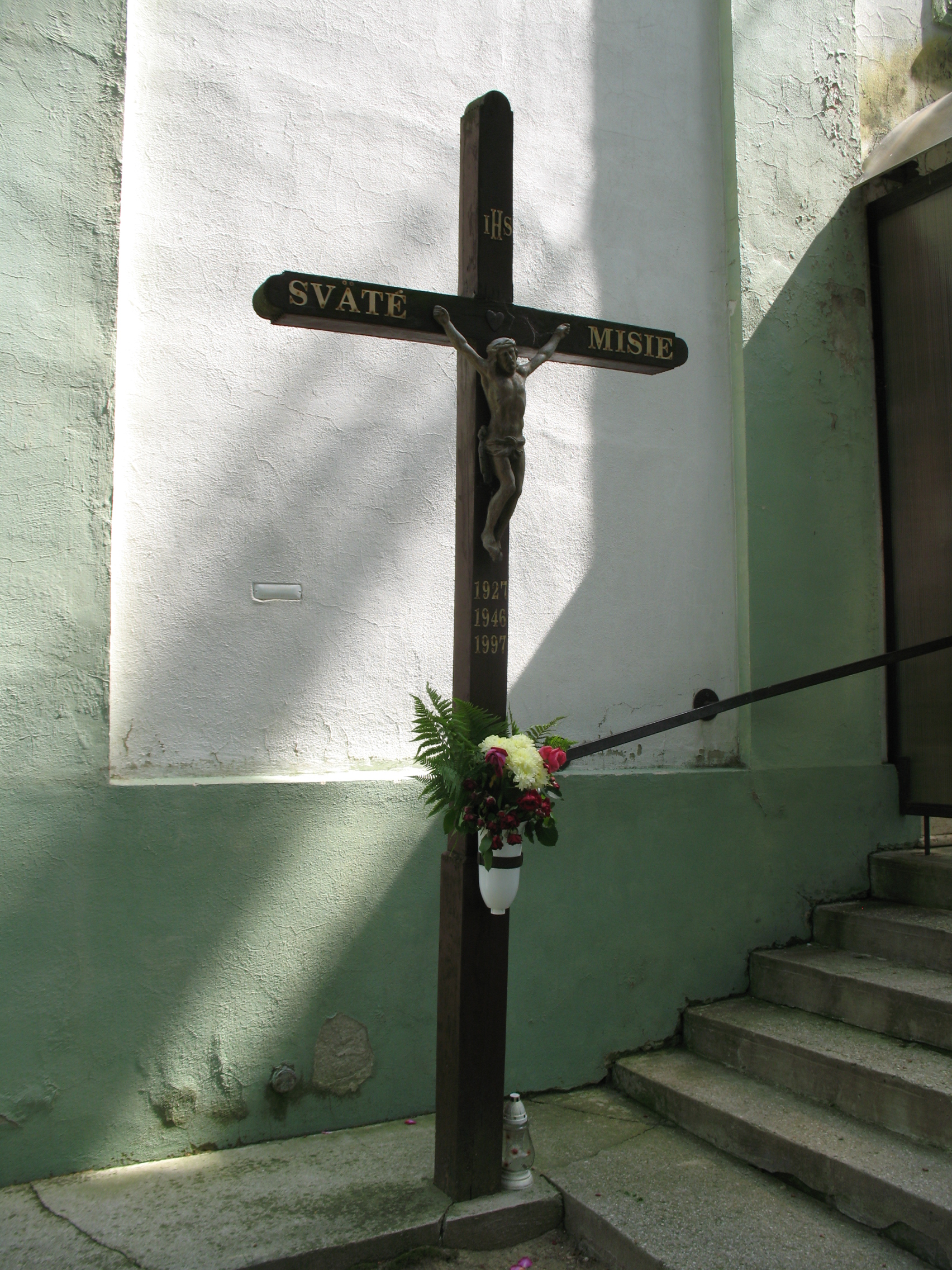
Missziós kereszt
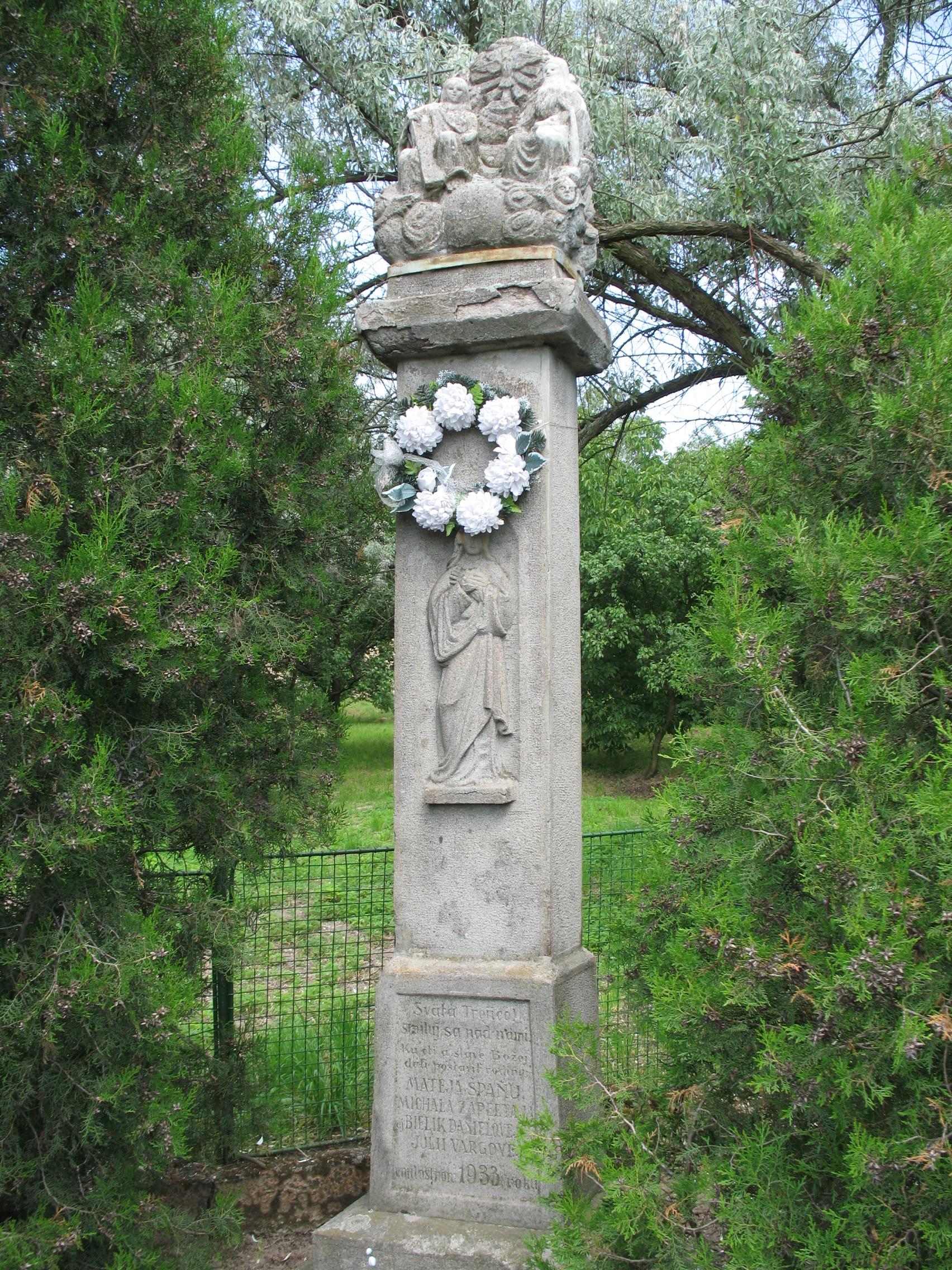
Szentháromság szobor 1933-ból

- Római katolikus temploma 1769-ben épült barokk stílusban, 1823-ban átépítették, később bővítették.
- Szabadtéri színpadán folklórfesztiválokat rendeznek.
- Martin Čulen emlékmű és emlékszoba.

## Neves személyek

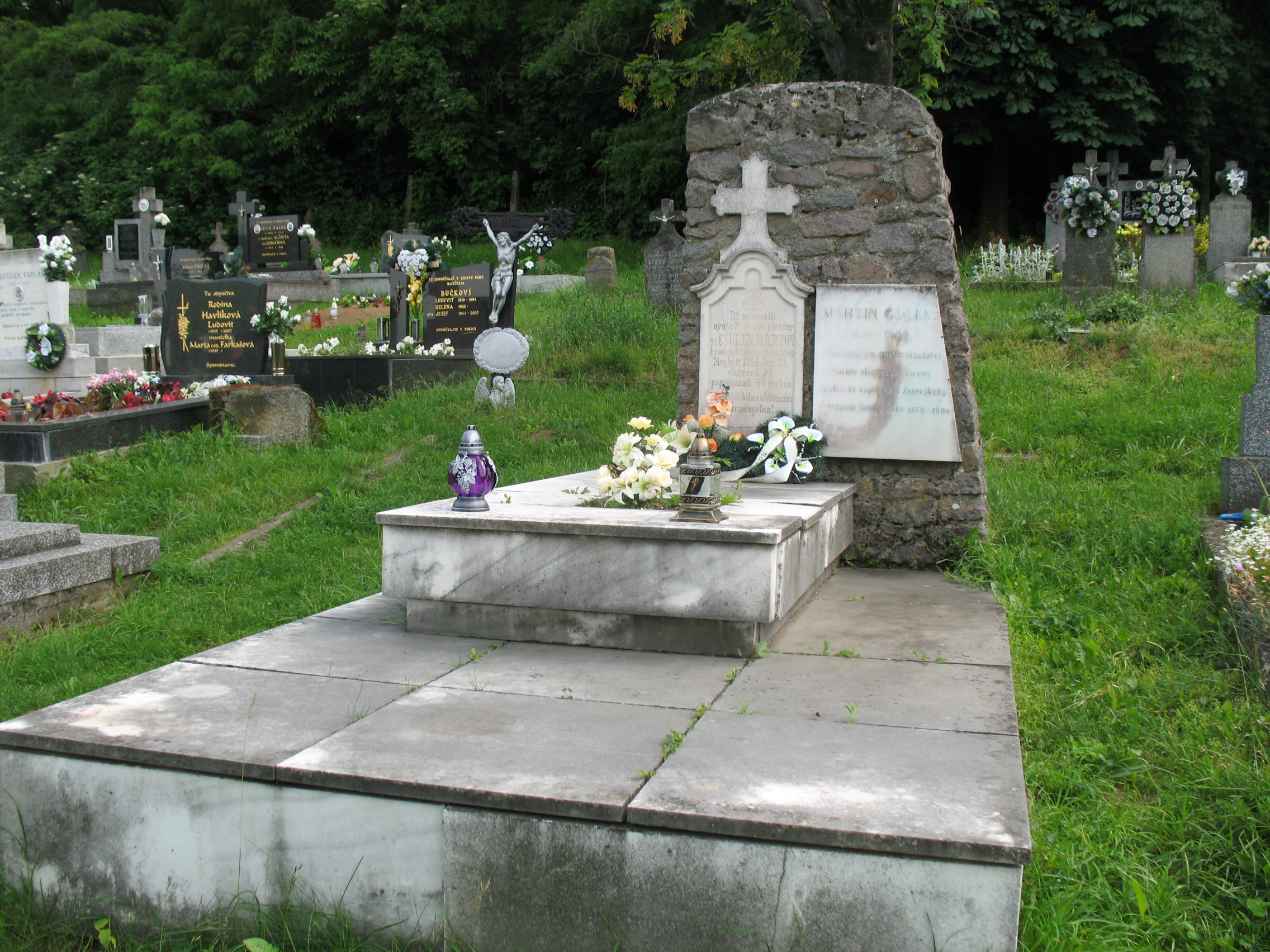
Csulen Márton memorandista sírja
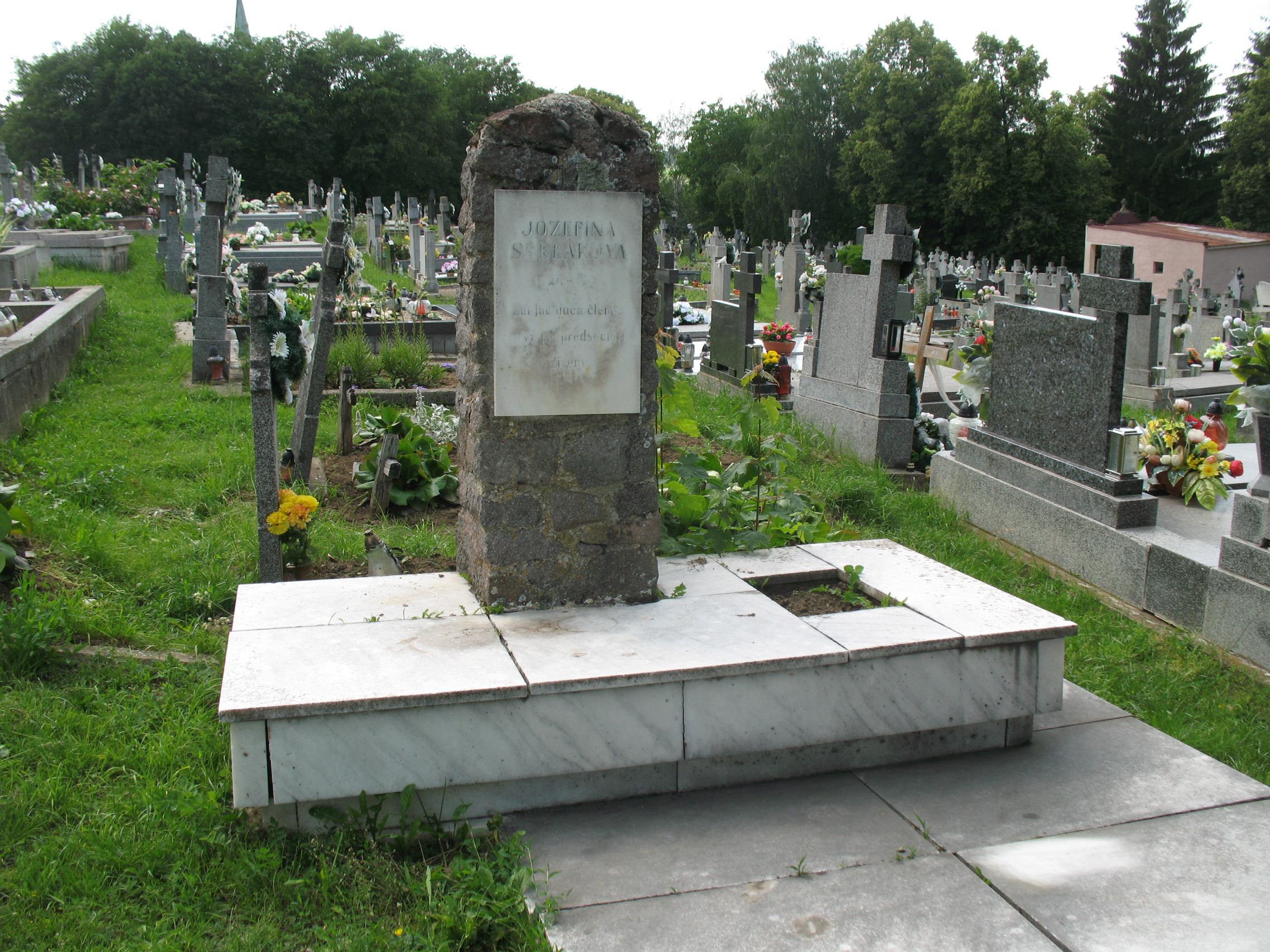
Jozefína Sablaková sírja
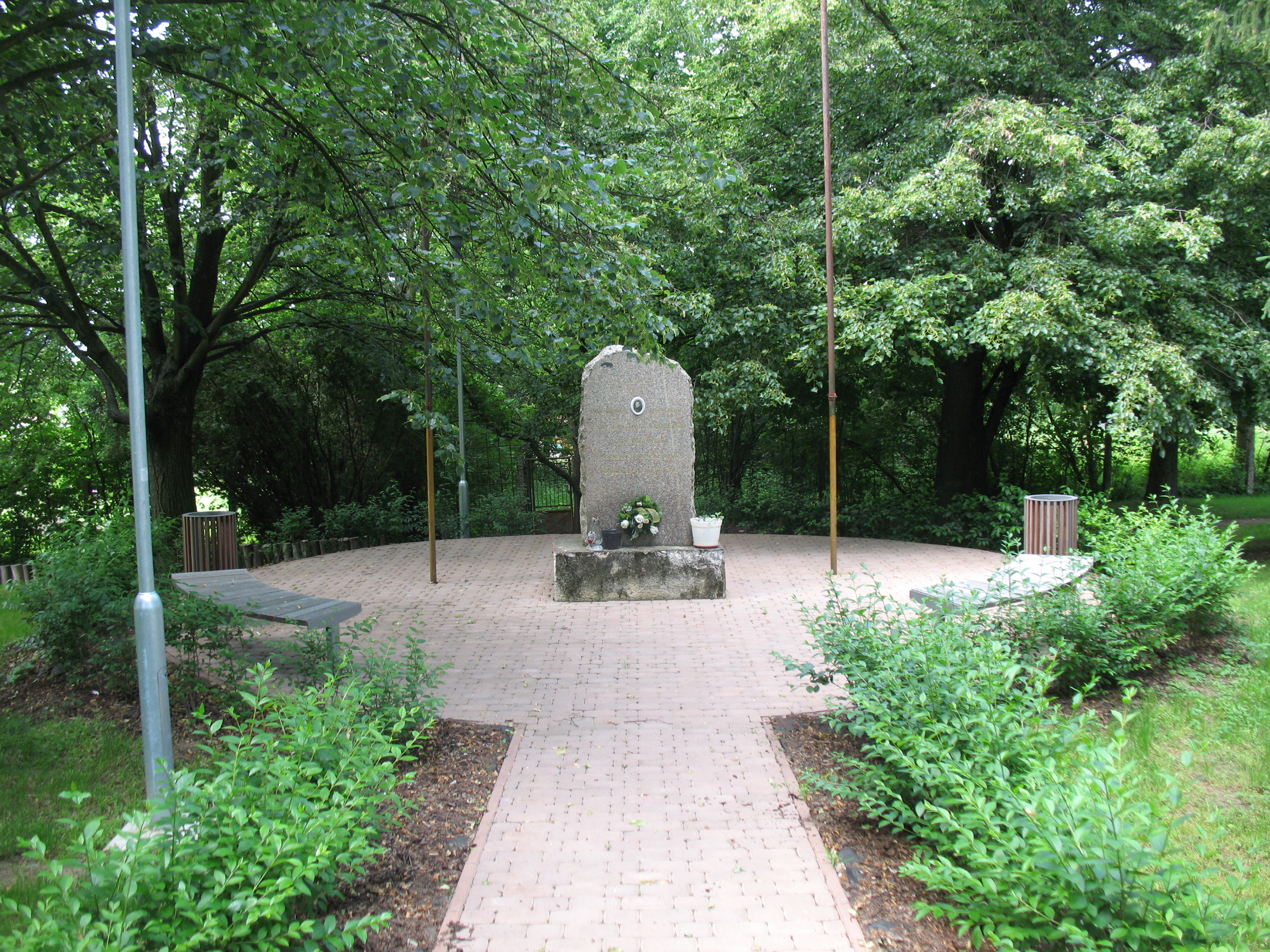
A szovjet felszabadítók emlékműve

- Itt született 1818-ban Várady János 48-as honvéd, később alezredes, ügyvéd, országgyűlési képviselő.
- A faluban élt és dolgozott Martin Čulen, a Matica slovenská szervezet egyik alapítója.
- Itt nyugszik Jozefína Sablaková, a Živena szlovák nőegylet megalapítója.